# 齋藤寛
齋藤 寛（さいとう ひろし、Hiroshi SAITO、1937年1月5日 - 2019年8月14日）は、日本の医師、医学者。学位は医学博士（東北大学大学院・1968年）。長崎大学 名誉教授。長崎大学 第13代学長。専門は衛生学。旧姓は林。

## 人物
長野県上伊那郡朝日村（現 辰野町）出身。

## 略歴
- 長野県諏訪清陵高等学校 卒業
- 1963年 - 東北大学医学部 卒業
- 1968年 - 東北大学大学院医学研究科 博士課程修了。同助手。
- 1978年 - 国立公害研究所（現 国立環境研究所）環境保健部 室長
- 1983年 - 長崎大学医学部 衛生学教授。同学部長。
- 2002年 - 長崎大学 第13代学長。2008年10月、任期満了に伴い学長退任。
- 2008年10月  ~ 2009年9月25日 - テレビ長崎のローカル番組「できたてGopan」でコメンテーターを務めた。
- 2012年 - 瑞宝重光章受章[2][3]。
- 2019年8月14日 - 膀胱がんのため、死去[1]。82歳没。死没日をもって正四位に叙される[4]。

## 著書

### 単著
- 『炭鉱閉山の島から学んだこと』  高島地域保健研究会
- 『環境と人間〜その共存の鍵』 クバプロ

### 共著
- 『公衆衛生学』 竹本泰一郎共著 講談社サイエンティフィック
- 『重金属と生物』 茅野充男共著 博友社